# National City Lines

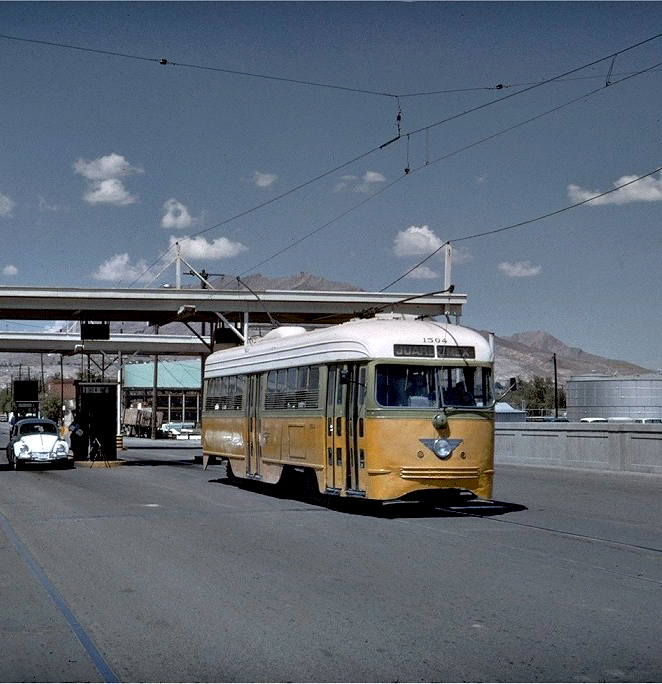
Este es un tranvía eléctrico de principio de época, cuando National City Lines comenzaba sus operaciones.

National City Lines es una sociedad creada en 1920, se reorganizó en 1936 con el propósito expreso de la adquisición de sistemas de tránsito locales en todo el país. En 1938 el National City Lines obtiene acuerdos de exclusividad y fondos de capital de las compañías que buscan aumentar las ventas de autobuses comerciales y de suministros, incluyendo General Motors, Firestone Tire, Standard Oil de California y Phillips Petroleum, lo que permitió a National City Lines comprar más de 100 sistemas de tranvía eléctrico en 45 ciudades, incluyendo pero no limitado a, Cleveland, Detroit, Los Ángeles, Nueva York, Oakland, Filadelfia, St. Louis, Salt Lake City, y Tulsa. Estos sistemas fueron finalmente desmantelados y reemplazados en lo que fue conocido como el Gran escándalo del tranvía de Estados Unidos.
En 1949, las compañías General Motors, Standard Oil de California, los neumáticos de Firestone y otros fueron condenados en el Tribunal Federal de Distrito del Norte de Illinois por conspirar y monopolizar la venta de autobuses de los productos relacionados con el tránsito a las empresas controladas por National City Lines y otras empresas, fueron absueltos de conspiración en la monopolización la propiedad con estas empresas. Las sentencias fueron confirmadas en apelación.